# Groasis Waterboxx

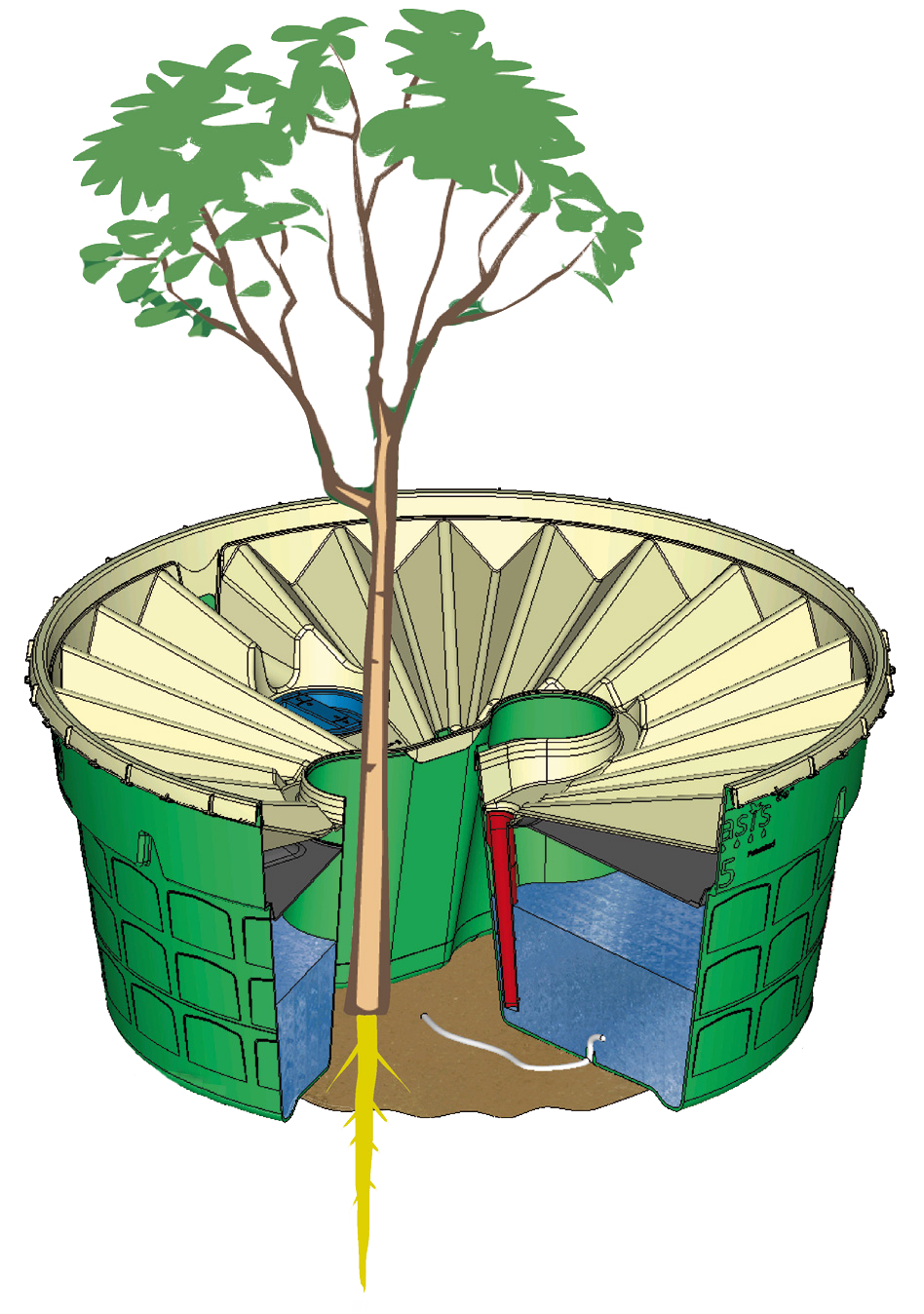
Planta enraizando e crecendo no dispositivo Groasis Waterboxx

O Groasis Waterboxx é um dispositivo projetado para auxiliar o crescimento de árvores em áreas secas. Foi inventado e desenvolvido por Pieter Hoff, um exportador de flores holandês. Ganhou o prêmio de tecnologia verde "Best Innovation of the Year" da Popular Science no ano de 2010.

## Fundamento
Existem grandes áreas no mundo que são muito secas para as árvores sobreviverem. 
Embora a água possa estar presente no solo, muitas vezes é muito profundo para que pequenas árvores desenvolvam uma estrutura de raiz para alcançá-la.
A tecnologia Groasis emprega a biomimética para resolver o problema do cultivo de plantas em desertos, áreas erodidas e terrenos rochosos.
O objetivo dessa tecnologia é replantar essas áreas, restaurar a cobertura vegetal e torná-las produtivas com árvores frutíferas e hortaliças.

## Design

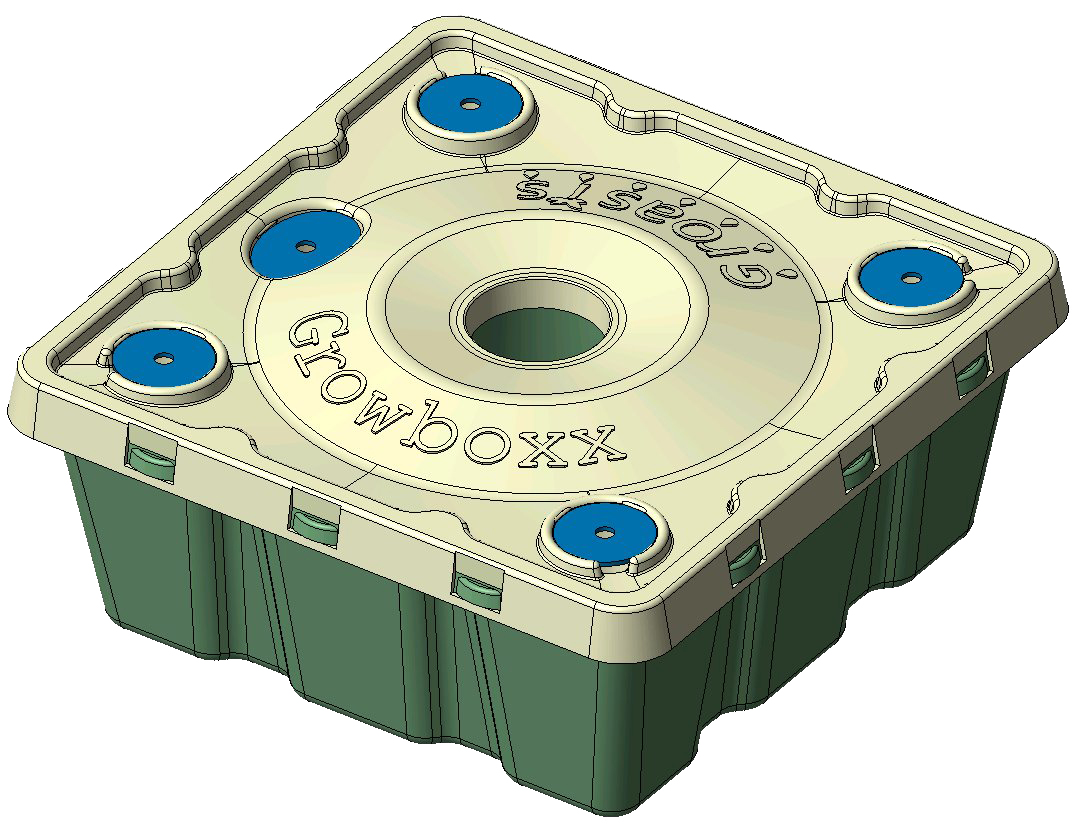
Dispositivo biodegradável 100% de Groasis Growboxx

O Groasis Waterboxx é uma caixa de polipropileno com uma tampa na parte superior e com um pavio em contato com o terreno na parte inferior. Possui um túnel vertical na parte central da caixa para duas plantas. Um pavio dentro da caixa permite que a água escorra para o solo por meio de ação capilar.
A tampa da caixa é coberta por pequenas papilas com superfícies nanoestruturadas micro superhidrófobas, que criam um efeito de lótus devido a uma superfície superhidrofóbica. A tampa serve para canalizar até mesmo a menor quantidade de água por meio de sifões no reservatório central da caixa.
O produto funciona como uma incubadora de plantas, protegendo uma muda recém-plantada e o solo ao seu redor do calor do sol, ao mesmo tempo que fornece água para a planta. A tampa coleta a água da chuva e da condensação noturna, que é armazenada no balde. 
O reservatório cheio de água libera pequenas quantidades (cerca de 50 ml por dia) de água no solo por um pavio para regar a árvore e estimular o desenvolvimento de uma estrutura de raiz na árvore.
A caixa atua como um escudo protetor para a água na parte superior do solo, e essa água então se espalha para baixo e para fora, em vez de ser levada para a superfície e evaporar.
De 2003 a 2010, o desenvolvimento levou 7 anos e custou $ 7,1 milhões.

## Instalação
O uso da caixa envolve inicialmente cavar um buraco no solo por um ser humano ou uma máquina. Uma a três plantas são plantadas no buraco e um painel de papelão é colocado ao redor das plantas. Em áreas secas, o solo ao redor das plantas é inoculado com micorrizas para liberar nutrientes no solo que, de outra forma, seriam quimicamente inacessíveis às plantas em crescimento. Um pavio é inserido no fundo do Groasis, que é então baixado sobre as plantas e enchido com água. Duas tampas são colocadas, funis inseridos e uma tampa fecha a tampa superior.

## Testes
A caixa vem sendo testada há três anos na Universidade Mohamed Primeiro no Marrocos, onde quase 90% das plantas sobreviveram com a caixa, em comparação com 10% sem ela.
Além de projetos em áreas áridas quentes, a caixa está sendo testada em vinícolas e regiões montanhosas frias. O dispositivo também é usado para cultivar árvores que demandam água em regiões temperada, incluindo a sequóia gigante (Sequoidendron giganteum) na região dos Grandes Lagos da América do Norte.